# Maryann Plunkett
Maryann Plunkett (Lowell, 31 ottobre 1952) è un'attrice e cantante statunitense.

## Biografia
È nota soprattutto come interprete di musical a drammi a Broadway. Ha ricoperto ruoli di rilievo in opere di prosa di successo come Agnes of God (1982), Il crogiuolo (1991), A Little Hoten on the Side (1992), The Master Builder (1992), Il gabbiano (1992), Santa Giovanna (1993; per la sua performance nel ruolo di Giovanna d'Arco è stata candidata all'Outer Critics Circle), Un uomo per tutte le stagioni (2008), Sorry (2013; candidata al Drama Desk Award alla miglior attrice non protagonista in un'opera teatrale) e The Apple Family Plays (2014; vincitrice del New York Drama Critics' Award).
In campo musicale è stata la sostituta di Bernadette Peters nella produzione originale di Broadway di Sunday in the Park with George e per la sua interpretazione di Sally in Me and My Girl ha vinto il Tony Award alla miglior attrice protagonista in un musical nel 1987; nel 2024 viene nuovamente candidata al medesimo premio per The Notebook.

### Vita privata
È sposata dal 1991 con l'attore Jay O. Sanders e la coppia ha avuto un figlio, Jamie.

## Filmografia parziale

### Cinema
- Claire Dolan, regia di Lodge Kerrigan (1998)
- Il ritmo del successo (Center Stage), regia di Nicholas Hytner (2000)
- Il calamaro e la balena (The Squid and the Whale), regia di Noah Baumbach (2005)
- Una voce nella notte (The Night Listener), regia di Patrick Stettner (2006)
- Blue Valentine, regia di Derek Cianfrance (2010)
- The Company Men, regia di John Wells (2010)
- La famiglia Fang (The Family Fang), regia di Jason Bateman (2015)
- Un amico straordinario (A Beautiful Day in the Neighborhood), regia di Marielle Heller (2019)
- Showing Up, regia di Kelly Reichardt (2022)

### Televisione
- Star Trek: The Next Generation - serie TV, episodio 4x18 (1991)
- Law & Order - Unità vittime speciali (Law & Order: Special Victims Unit) - serie TV, episodio 14x20 (2013)
- Dr. Death - serie TV, 4 episodi (2021)

## Teatro (parziale)
- All That Glitters, Next Move Theatre di Boston (1980)
- Anna dei miracoli, Cumston Hall di Monmouth (1981)
- Il leone d'inverno, Liberty Hall di Lowel (1981)
- Sogno di una notte di mezza estate, Cumston Hall di Monmouth (1981)
- Agnese di Dio, Music Box Theatre di Broadway e tour USA (1983)
- Sunday in the Park with George, Booth Theatre di Broadway (1985)
- Me and My Girl, Marquis Theatre di Broadway (1986)
- Il crogiuolo, Belasco Theatre di Broadway (1991)
- Il costruttore Solness, Belasco Theatre di Broadway (1992)
- A Little Hotel on the Side, Belasco Theatre di Broadway (1992)
- Il costruttore Solness, Belasco Theatre di Broadway (1992)
- Il gabbiano, Lyceum Theatre di Broadway (1992)
- Santa Giovanna, Lyceum Theatre di Broadway (1993)
- Rodney's Wife, Playwrights Horizons di New York (2004)
- an oak tree, Barrow Street Theatre di New York (2006)
- Un uomo per tutte le stagioni, Airlines Theatre di Broadway (2008)
- Il maggiore Barbara, The Players' Club di New York (2010)
- Sorry, Public Theatre di New York (2012)
- Hungry, Public Theatre di New York (2016)
- Women of a Certain Age, Public Theatre di New York (2016)
- The Lucky Ones, Connelly Theatre (2018)
- Juno and the Paycock, Irish Repertory Theatre (2019)
- L'aratro e le stelle, Irish Repertory Theatre (2019)
- The Notebook, Gerald Schoenfeld Theatre di Broadway (2024)

## Riconoscimenti
- Tony Award
  - 1987 – Miglior attrice protagonista in un musical per Me and My Girl
  - 2024 – Candidatura per la miglior attrice protagonista in un musical per The Notebook
- Drama Desk Award
  - 1987 – Candidatura per la migliore attrice protagonista in un musical per Me and My Girl
  - 2012 – Miglior cast corale per Sweet and Sad
  - 2013 – Candidatura per la migliore attrice non protagonista in un'opera teatrale per Sorry
  - 2024 – Candidatura per la miglior attrice non protagonista in un musical per The Notebook
  - 2025 – Candidatura per la miglior interpretazione non protagonista in un'opera teatrale per Deep Blue Sound
- Drama League Award
  - 2024 – Candidatura per la miglior performance per The Notebook

- Lucille Lortel Award
  - 2014 – Candidatura per la migliore attrice in un'opera teatrale per The Gabriels
  - 2017 – Candidatura per la migliore attrice non protagonista in un musical per The Lucky Ones
- New York Drama Critics' Circle
  - 2014 – Menzione speciale per The Apple Family Plays
- Obie Award
  - 2012 – Miglior cast corale per Sweet and Sad
- Outer Critics Circle Award
  - 1993 – Candidatura per la migliore attrice in un'opera teatrale per Santa Giovanna
  - 2024 – Candidatura per la miglior interpretazione da protagonista in un musical per The Notebook

## Doppiatrici italiane
Nelle versioni in italiano delle opere in cui ha recitato, Maryann Plunkett è stata doppiata da:
- Mirta Pepe in New Amsterdam, Un amico straordinario
- Micaela Esdra in Star Trek: The Next Generation
- Cinzia De Carolis in Una voce nella notte
- Alessandra Korompay in House of Cards - Gli intrighi del potere
- Giovanna Martinuzzi in The Blacklist
- Melina Martello ne La famiglia Fang
- Stefania Romagnoli in The Knick
- Rita Savagnone in Bull